# Kurinc
Kurinc (szlovákul Kurinec) Rimaszombat településrésze Szlovákiában, a Besztercebányai kerület Rimaszombati járásában.

## Fekvése
Rimaszombathoz tartozik, a városközponttól 4 km-re délre, a Kurinci víztározó partján fekszik.

## Története
A középkorban a Barát-kút mellett a Johannita lovagrend kolostora állt, melyet erdők, legelők öveztek. A területet a 17. században szerezte meg Rimaszombat városa, hogy egy hatalmas nemesi legelőt létesítsen, mely Tamásfala határából indult ki, magába foglalta az Apáti-puszta felét, az egész Kurinc-pusztát, majd Kisgömöri határában végződött.
A trianoni diktátumig területe Gömör-Kishont vármegye Rimaszombati járásához tartozott. 1938 és 1944 között újra Magyarország része.
Ma kedvelt üdülőhely, 22 hektáros rekreációs központ a Kurinci-tó partján.

## Nevezetességei
- A kurinci víztározó és a Zöld víz rekreációs központ.
- A kurinci tölgyes Szlovákia legrégebbtől védett területei közé tartozik. 1952-ben nyilvánították természeti rezervátummá 3 hektár területen.

## Külső hivatkozások
- Kurinc Rimaszombat város honlapján Archiválva 2008. szeptember 22-i dátummal a Wayback Machine-ben
- Kurinc Szlovákia térképén
- Kurinc rövid ismertetője
- A Zöldvíz aquapark honlapja
- Kurinc a "Gömörország" oldalán